# Arijit Singh
Arijit Singh (né le 25 avril 1987) est un chanteur de playback indien,,. Figure de proue de la musique de film hindi contemporaine,,, il est lauréat de plusieurs distinctions, dont deux National Film Awards et sept Filmfare Awards. Le gouvernement indien lui décerne le Padma Shri en 2025.
Singh commence sa carrière en participant à l'émission de téléréalité Fame Gurukul en 2005. Il fait ses débuts dans le cinéma hindi en 2011 avec la chanson Phir Mohabbat pour le film Murder 2. Il bénéficie d'une reconnaissance plus large avec la sortie de Tum Hi Ho de Aashiqui 2 en 2013, qui lui vaut son premier Filmfare Award du meilleur interprète masculin. Il remporte le National Film Award du meilleur interprète masculin à deux reprises pour les chansons Binte Dil de Padmaavat (2018) et Kesariya de Brahmāstra : Part One - Shiva (2022).
Spotify déclare que Singh était l'artiste indien le plus suivi pendant cinq années consécutives (2020-2024),,,,. En avril 2025, il est l'artiste le plus suivi au monde sur Spotify, avec plus de 147 millions d'abonnés.